# Lujo Marun
Fra Stjepan Alojzije (Lujo) Marun (Skradin, 10. prosinca 1857. – Knin, 15. siječnja 1939.) bio je hrvatski franjevac (Franjevačka provincija Presvetog Otkupitelja‎) i misionar. Pionir je i utemeljitelj hrvatske arheologije. 

## Životopis
Rođen je u Skradinu 1857. godine. U Sinju je išao u gimnaziju, a u Visovcu na rijeci Krki franjevački novicijat. Dok je bio župnim pomoćnikom u Drnišu, radio je svoja prva iskapanja.
Godine 1886., predvodio je istraživanje na području bazilike sv. Marije u Biskupiji, kad se i pronašlo temelje ove bazilike.
Godine 1888., otkrio je ostatke ranosrednjovjekovne crkve sv. Cecilije na položaju Cecela, nedaleko od Stupova kod sela Biskupije. Godine 1892., objavio jr tek kratak izvještaj o otkriću, a sljedeće godine i tlocrt crkve. O nalazu je 1901. godine pisao i Frano Radić. Godina 1950. i 1951. provedena su revizijska arheološka istraživanja pod vodstvom Stjepana Gunjače, koji je 1956. godine i objavio njihove rezultate.
Dana 14. svibnja 1892. godine pronašao je dio kamene trojne pregrade koja ima Pralikom Gospe od Velikoga Zavjeta
Godine 1893., osnovao je prvi arheološki muzej u Hrvatskoj, Muzej hrvatskih arheoloških spomenika u Kninu, otvoren u Splitu 83 godine poslije. Ondje je pohranio isključivo spomenike hrvatske prošlosti i borbe za slobodu. 
Pokrenuo je 1895. prvi časopis za srednji vijek među Hrvatima i Južnim Slavenima općenito, časopis Starohrvatsku prosvjetu.
Godine 1898., uspio je spasiti kninsku tvrđavu od rasapa djelovanjem uskopoduzetničkih motiva. Budući da je izgubila važnost, njezina je kamena građa bila izglednom metom za rušenje radi dobivanja kamena izgradnja. Da bi spasio ovaj prvorazredni spomenik fortifikacijske arhitekture, kupio je tvrđavu i njezinih petnaestak građevnih objekata za 4000 forinta te je tako došao do prostora za gradnju nove muzejske zgrade.
Godine 1908., vodio je prva istraživanja Bribirske glavice, a koja s kraćim prekidima traju do danas, a istražena je tek jedna petina površine unutar zidina. Još je onda uvidio značaj ove lokacije za hrvatsku povijest, pa ju je nazvao "Hrvatskom Trojom". Ondje je za 10.000 kruna dao sagraditi zgradu za čuvara i smještaj nađenih hrvatskih arheoloških spomenika.
Na mjestu rimskog Burnuma, blizu Ivoševaca kod Kistanja, započeo je 1912. godine istraživanja, jer je ondje nekada bila i srednjovjekovna crkvica s grobljem. Našao je nekoliko antičkih ulomaka, među kojima je bio dio većeg rimskog natpisa. Ondje je njegovo Društvo otkupilo zemljište koje je iznajmilo bečkom Arheološkom institutu.
Kad je vodio arheološka istraživanja na lokalitetu vrela rijeke Cetine (crkva sv. Spasa), zamalo je pritom stradao od lokalnog pravoslavnog stanovništva. 
Godine 1917., zbog nesporazuma s gvardijanom napustio je kninski samostan, ali je i dalje živio u Kninu.
Nakon rata u raspadnutoj Austro-Ugarsku ulaze vojne snage Antante, pa s njima i Italija. Na zadnji dan 1918. godine ušli su u Knin a Maruna uhitili te ga potom odveli u Italiju, u Anconu. Poslije deset dana zatočeništva pustili su ga, a on se vratio u Knin. Marun, kao pravi hrvatskih domoljub, nije se mirio s talijanskom okupacijom hrvatskih krajeva, pa tako i Knina. Protjeran je iz talijanske okupacijske zone. Stoga je otišao u Sinj, gdje je smjestio u sinjski samostan. Ondje je pokrenuo poduzetnički projekt kojem je bio cilj stvorit novac kojim bi se financirao rad na hrvatskim starinama. To svojevrsno rudarsko poduzeće nije donosilo dobit, a bilo je u suprotnosti sa zvanjem franjevca te je tako Marun zbog predanosti arheologiji 1920. godine isključen iz franjevačkog reda.
Maruninom je zaslugom daroviti Frane Cota, kasnije poznati hrvatski kipar i arhitekt, mogao otići na studij kiparstva u Beč.